# Rode Dopheidereservaat

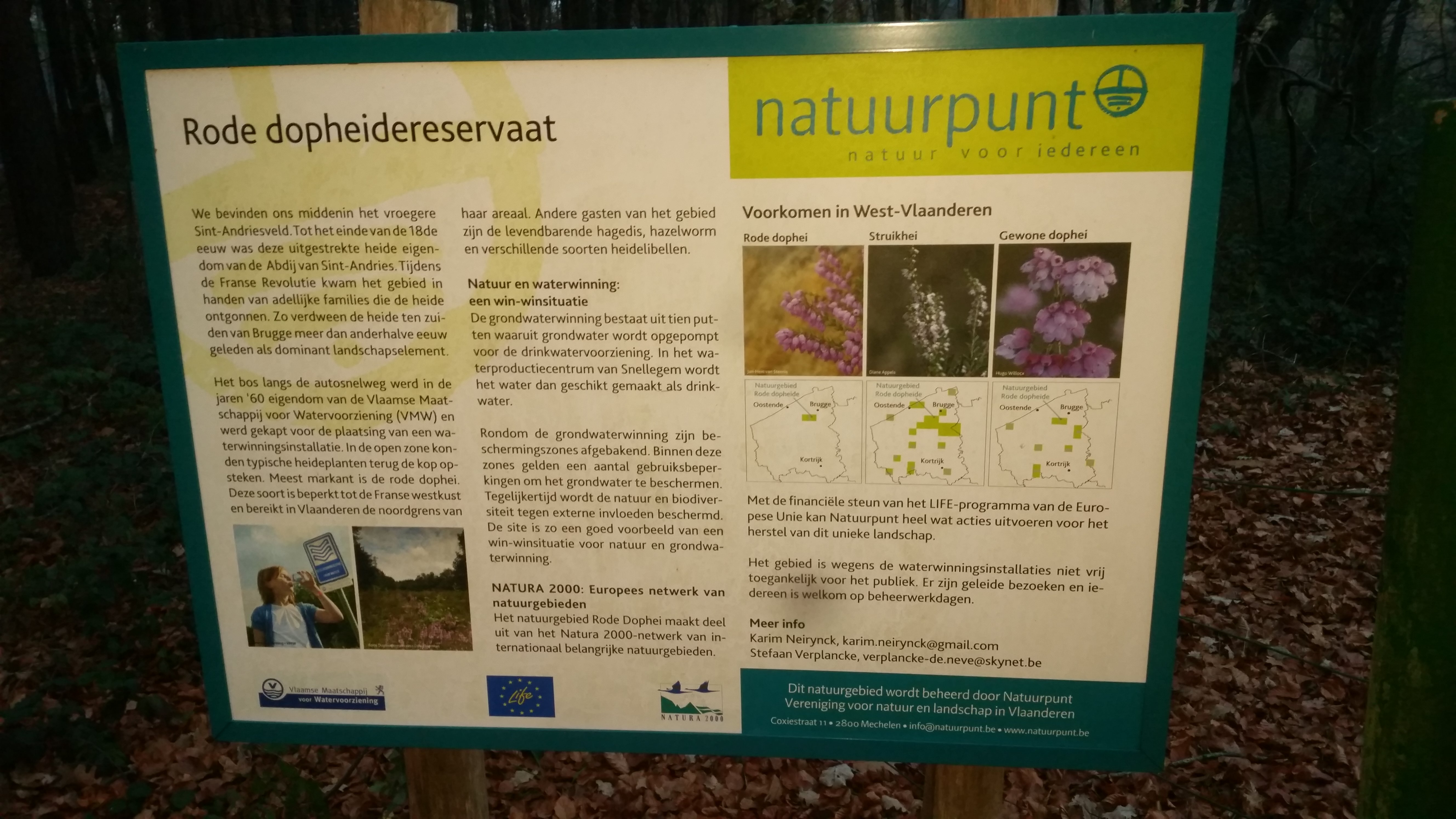
Rode Dopheidereservaat

Het Rode Dopheidereservaat is een natuurreservaat tussen Brugge en Zedelgem in de Belgische provincie West-Vlaanderen. Het wordt van Domein Tudor gescheiden door de A10. Het natuurgebied bestaat uit verschillende percelen naast de autostrade. Het oudste deel bestaat uit heide waar de Rode Dopheide nog voorkomt, de andere percelen bestaan uit bos.

## Geschiedenis
Rond 1775 was de regio, samen met domein "Den Beysbroeck" in handen van de Sint-Andriesabdij. Het stuk waar nu het Rode Dopheidereservaat is, was toen deel van het 'Panneelveld', een mengeling van heide en hakhout.
Het gebied blijft bebost tot 1960. Voor waterwinning worden er boorputten aangelegd, waardoor het dennenbestand wordt verdund.
Het Rode Dopheidereservaat vormt een restant van het zgn. Panneelveld, dat deel uitmaakte van het St.Andriesveld. Rond 1775 bestond het Panneelveld uit een mengeling van heide en hakhout. Het was samen met het domein "den Beysbroeck" eigendom van de abdij van St.-Andries. Met de confiscatie van kerkelijke goederen onder het Franse bewind kwam het gebied in handen van adellijke families, die het ontgonnen en bebosten. Al voor de Tweede Wereldoorlog wordt het perceel gescheiden van het Domein Beisbroek door het aanleggen van de A10.
Het terrein blijft echter bebost tot 1960, wanneer het in handen komt van de Vlaamse Maatschappij voor Watervoorziening, die er voor waterwinning boorputten aanlegt. Voor het aanleggen van deze boorputten wordt het bos op sommige plaatsen gerooid, waardoor er plaats komt voor heide.
In 1978 sluit Natuurpunt Brugge een beheersovereenkomst met VLM voor het beheer van het gebied, waarmee dit gebied het eerste gebied is dat Natuurpunt Brugge beheert. Door het maaien en afvoeren van overwoekerende planten zoals braam, wilgenroosje, pijpenstrootje en biezen, wordt er plaats gehouden voor de heide. Omdat het waterwinningsgebied is, mag enkel handmatig gemaaid worden; graasbeheer is uit den boze.
In 2011 volgenden kocht Natuurpunt enkele bospercelen in de buurt aan, welke de totale oppervlakte op 11 ha bracht. In 2015, 2017 en 2018 volgden nog enkele aankopen samen met Natuurpunt Jabbeke, die het totaal oppervlakte op 15,9 ha brengt.

## Natuurwaarde en beheer
In het reservaat groeit rode dophei. Het reservaat ontleent zijn naam aan deze zeldzame plant. Naast rode dophei groeit er ook gewone dophei en struikhei, een unieke combinatie in Vlaanderen.
Ook de levendbarende hagedis en hazelworm komen voor in het gebied. Het is dan ook een 'zeer waardevol gebied' volgens de Biologische Waarderingskaart. Het reservaat is Europees beschermd als onderdeel van Natura 2000-habitatrichtlijngebied Bossen, heiden en valleigebieden van Zandig Vlaanderen: westelijk deel.
Om deze heide in stand te houden, wordt verbossing tegengegaan door regelmatig te maaien, te plaggen en door de opschietende bomen en struiken te kappen. De gemaaide en gekapte planten worden uit de heide weggehaald om de grond arm te houden.
De bospercelen worden omgevormd tot streekeigen bos. Hiervoor worden de douglassparren gekapt en inheemse soorten zoals eik, beuk en berk aangeplant.

## Toegankelijkheid
Het gebied is enkel toegankelijk met een gids tijdens geplande activiteiten.